# Sue Black

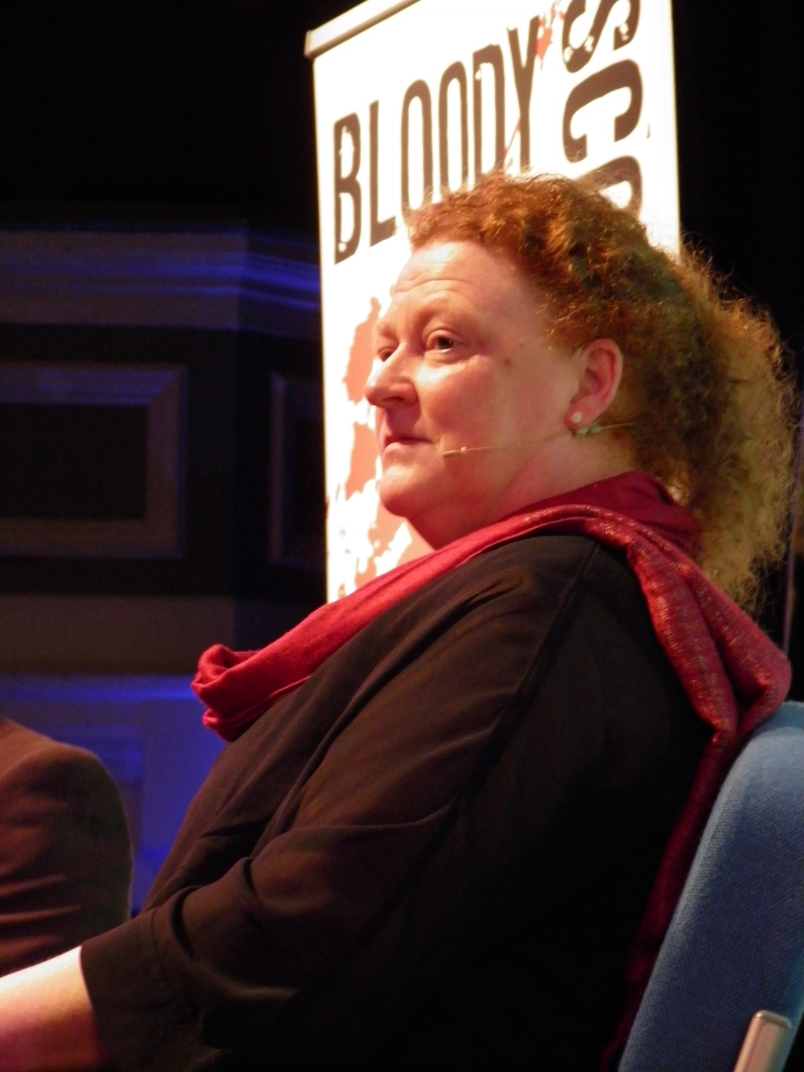
Sue Black (2017)

Susan Margaret „Sue“ Black, Baroness Black of Strome, LT, DBE, FRSE (* 7. Mai 1961 in Inverness als Susan Margaret Gunn) ist eine schottische forensische Anthropologin und Anatomin. Sie war bis 2018 Professorin für Anatomie und forensische Anthropologie an der University of Dundee, Direktorin des Centre for Anatomy and Human Identification (CAHID) und Codirektorin des Leverhulme Research Centre for Forensic Science an der University of Dundee. 2018 wechselte sie an die Lancaster University, wo sie Vize-Kanzlerin war, bis sie 2021 zur Präsidentin des St. John’s College der Universität Oxford ernannt wurde. Ebenfalls seit 2021 ist sie Mitglied des House of Lords.

## Ausbildung
Sue Black erhielt ihre Hochschulreife an der Inverness Royal Academy. An der University of Aberdeen schloss sie 1982 einen Bachelor of Science „with Honours“ in menschlicher Anatomie ab. 1986 erfolgte dort auch die Promotion (Ph. D.) mit der Dissertation Identification from the Human Skeleton.

## Berufliche Karriere

### Medizinische Karriere

#### St Thomas’ Hospital London

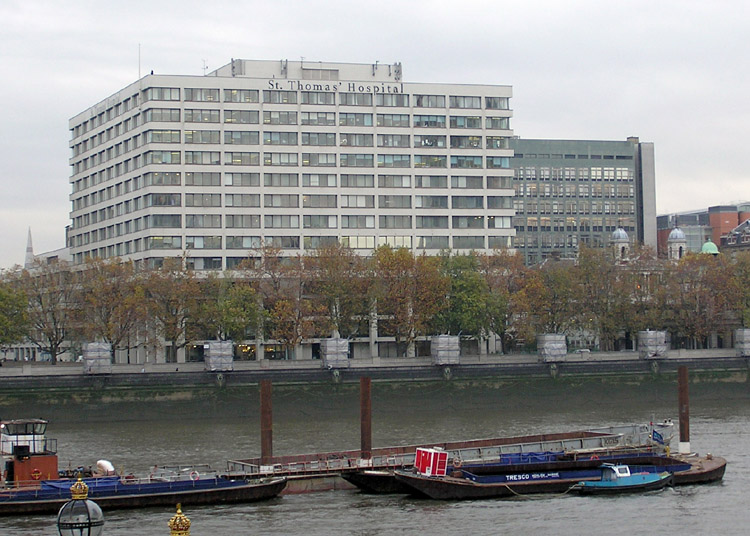
St Thomas’ Hospital (2004)

Zu Beginn ihrer Karriere arbeitete sie von 1987 bis 1992 als Dozentin für Anatomie am St Thomas’ Hospital in London.

#### Vereinte Nationen
Von 1992 bis 2003 führte sie Auftragsarbeiten für das britische Foreign and Commonwealth Office (FCO) und die Vereinten Nationen durch, die in der Identifizierung von Opfern und Tätern verschiedener Konflikte bestand. Im Jahr 1999 wurde sie leitende forensische Anthropologin des British Forensic Team (Britischen Forensischen Teams) im Kosovo, das von der FCO im Auftrag der Vereinten Nationen eingesetzt worden war und später im selben Jahr nach Sierra Leone und Grenada verlegt wurde und dort seinen Einsatz hatte. Im Jahr 2003 war sie zweimal im Irak.

#### Britische Tsunamihilfe
Im Jahr 2005 nahm sie im Rahmen der Mitwirkung des Vereinigten Königreichs an der Operation Thai Tsunami Victim Identification teil, gemeinschaftlich geleitet von den Teams der Thai and Australian Disaster Victim Identification (DVI) und Teil der internationalen Reaktion auf das Erdbeben im Indischen Ozean 2004.

#### University of Dundee
Im Jahr 2005 wurde Black als Professorin für Anatomie und forensische Anthropologie an die Universität Dundee berufen. 2008 wurde sie Leiterin des dort neu geschaffenen Centre for Anatomy and Human Identification (CAHID), das Undergraduate-Kurse in forensischen Anthropologie und Postgraduate-Kurse in Anatomie und fortgeschrittener forensischer Anthropologie anbietet. Diese Abteilung gewährleistet die Ausbildung für Mitglieder der Einheit UK National Disaster Victim Identification (UK DVI), sowohl für Polizisten als auch Wissenschaftler, in fortgeschrittenen Techniken bei der Identifikation von menschlichen Überresten an Unfall- und Katastrophenorten. Praktische Anwendungen sind Probensicherung, Probennahme und Dokumentation; theoretischer Hintergrund behandelt die forensischen Aspekte der Pathologie, Anthropologie, Odontologie und Radiographie.
Black ist Direktorin des Centre for International Forensic Assistance, Gründerin der British Association for Human Identification, und der British Association for Forensic Anthropology.

##### Personenidentifizierung über die Hand
Black ist eine der wenigen Expertinnen im Bereich der Personenidentifizierung über besondere Hautmuster der Fingerknöchel und anderer Bereiche der Hand. Diese Analysen sind oft die einzige Identifizierungsmöglichkeit in Pädophilie-Fällen, bei denen nur Hände auf Fotografien sichtbar sind. Seit 2009 gelingt es Black, Hände in dieser Weise eindeutig Personen zuzuordnen. Ihre Arbeit hat zur Überführung von pädophilen Straftätern in 27 Fällen geführt, worunter sich auch ein Mann befand, der ein 14 Monate altes Baby vergewaltigt hatte.

##### GutachtenDeclan Hainey
Im Todesfall des Babys Declan Hainey, das mumifiziert in der völlig verwahrlosten Wohnung seiner heroinabhängigen Mutter gefunden worden war, gaben Sue Black und ihr Mitarbeiter Craig Cunningham nach Untersuchung der Knochen an, Harris-Linien gefunden zu haben, die auf Unterernährung des Kleinkindes deuten könnten. Da dieser Zusammenhang aber umstritten ist und Black und Cunningham keine Experten in Unterernährung und deren Auswirkungen waren,  lehnten die Richter das Gutachten ab und bezeichneten die beiden Anatomen als „quacks“ (Quacksalber), und die Mutter, Kimberley Hainey, wurde in der Berufung des ersten Urteils vom Vorwurf des Mordes freigesprochen. Die Richter entschuldigten sich später bei Black und Cunningham für diese fachliche Abwertung.

##### The Val McDermid Mortuary
Als der österreichische Anatom Walter Thiel (1919–2012) eine neue, nicht patentrechtlich geschützte Methode zur gewebeechteren Konservierung von anatomischen Leichen entwickelt hatte, bei der auch die Gelenke beweglich bleiben, war Sue Black die Erste in Großbritannien, die diese Technik für die Lehre in Dundee umsetzte.
Um die alte Leichenhalle mit einer moderneren Einrichtung zu ersetzen, bot die Universität an, die Hälfte der Baukosten, 1 Million UK Pounds, zu zahlen. Black startete daraufhin im Juni 2011 mit der befreundeten Kriminalschriftstellerin Val McDermid ein Spendenprojekt, um die andere Hälfte zu finanzieren, dem nach und nach neun weitere Krimi-Autoren (Lee Child, Jeffery Deaver, Jeff Lindsay, Tess Gerritsen, Peter James, Kathy Reichs, Mark Billingham, Harlan Coben und Stuart MacBride) werbewirksam beitraten. Mitte 2014 nahm die The Val McDermid Mortuary ihre Arbeit auf und die Namen der neun anderen Autoren stehen auf den neuen Thiel-Konservierungstanks.

### Mediale Karriere

#### Fernsehen
Zwischen 2010 und 2011 trat Sue Black in der BBC-Two-Serie History Cold Case auf. In der Serie versuchten Black und andere Experten (darunter auch Xanthé Mallett), die Todesursachen von Menschen anhand derer Überreste aufzuklären, die aus dem Zeitraum der Römer bis ins Viktorianische Zeitalter datieren.

#### Radio
Im Februar 2013 wurde sie von der BBC-Radio-4-Hörfunksendung Woman's Hour als eine der „100 Most Powerful Women in the UK“ bewertet. Im Jahr 2014 war sie und ihre Arbeit auch Thema der Sendung The Life Scientific auf demselben Sender.
Im Jahr 2014 erschien Black in der Dokumentation After the Wave: Ten years since the Boxing Day Tsunami, die sich mit der forensischen Reaktion in Thailand auf das Erdbeben und die Tsunami im Indischen Ozean 2004 beschäftigte.
Im Oktober 2015 war Black der Gast für BBC Radio 4's Desert Island Discs. Zu ihrer Auswahl gehörten The Corries, Glenn Miller, Gerry Rafferty, Dire Straits und Cher. Ihr Lieblingssong war Highland Cathedral von Lathallan School.

### Mitglied des House of Lords
Am 26. April 2021 wurde sie als Baroness Black of Strome zur Life Peeress erhoben und ist dadurch seither Mitglied des House of Lords. Sie gehört dort der parteilosen Fraktion der Crossbencher an.

## Publikationen
Sue Black ist Autorin und Coautorin von etwa 50 Publikationen. Zusätzlich hat sie anatomische Lehrbücher geschrieben:
- 1997 Essential Anatomy for Anesthesia (Coautorin)[32]
- 2000 Developmental Juvenile Osteology (Coautorin)[33]
- 2004 The Juvenile Skeleton (Coautorin)[34]
- 2009 Juvenile Osteology: A Laboratory and Field Manual (Coautorin)[35]
- 2009 Forensic Anthropology in Encyclopaedia of Forensic Sciences (Coautorin)[36]
- 2010 Disaster Victim Identification: The Practitioner's Guide (Coautorin)[37]
- 2010 The Neonatal Ileum – Metaphyseal drivers and neurovascular passengers, The Anatomical Record (Coautorin)[38]
- 2010 Applying Virtual ID, Police Professional (Coautorin)[39]
- 2011 Age Estimation in the Living: The Practitioners Guide (Coautorin)[40]
- 2011 Disaster Victim Identification: Experience and Practice (Autorin)[41]
- 2011 Forensic Anthropology: 2000 to 2010 (Coautorin)[42]
- 2014 Syrian Detainee Report (Coautorin)[43]
- 2018 All That Remains. A Life in Death. Doubleday, London
- 2019 Alles was bleibt. Mein Leben mit dem Tod. Dumont, Köln, ISBN 978-3-8321-6515-4
- 2020 Written in Bone - Hidden Stories in What We Leave Behind (Autorin). Doubleday, London ISBN 9780857526908

## Ehrungen und Auszeichnungen
- Wahl zum Fellow of the Royal Society of Edinburgh, wo sie 2009 im Council und 2008 und 2011 in Young People’s Committee saß.
- Wahl zum Fellow of the Royal Anthropological Institute
- Wahl zum Fellow of the Royal College of Physicians
- Ernennung zum Honorary Fellow of the Royal College of Physicians and Surgeons of Glasgow[14]
- 2001 Ernennung zum Officer of the Order of the British Empire (OBE) für ihre Dienste für die forensische Anthropologie im Kosovo
- 2008 Verleihung der Lucy Mair Medal & Marsh Prize des Royal Anthropological Institute[44]
- 2009 Verleihung des University of Aberdeen's Brian Cox Award for Public Engagement.[45][46]
- 2012 Verleihung des University of Dundee's Stephen Fry Award für das öffentliche Engagement in der Forschung an Black und ihr Team[47]
- 2013 Verleihung von The Queen’s Anniversary Award for Higher Education[48][49]
- 2014 Verleihung des Royal Society Wolfson Research Merit Award für ihre Forschungsarbeiten, Personen über die anatomischen Eigenarten der Hand zu identifizieren[50]
- 2016 Adelung als Dame Commander of the Order of the British Empire (DBE) für ihre Dienste an der forensischen Anthropologie anlässlich der Queen’s Birthday Honours[51]
- 2020 Wahl zum Mitglied der British Academy
- 2023 Wahl zum Mitglied der Royal Society
- 2024 Aufnahme in den Distelorden